# Ferrières-sur-Ariège
Ferrières-sur-Ariège település Franciaországban, Ariège megyében. Lakosainak száma 775 fő (2022. január 1.). Ferrières-sur-Ariège Foix, Ganac, Montgaillard és Prayols községekkel határos.

## Népesség
A település népességének változása:
| Lakosok száma | 301  | 574  | 660  | 785  | 851  | 805  | 771  | 753  | 749  | 775  |
|               | 1968 | 1982 | 1990 | 2006 | 2013 | 2015 | 2017 | 2019 | 2020 | 2022 |